# Schneidemarke

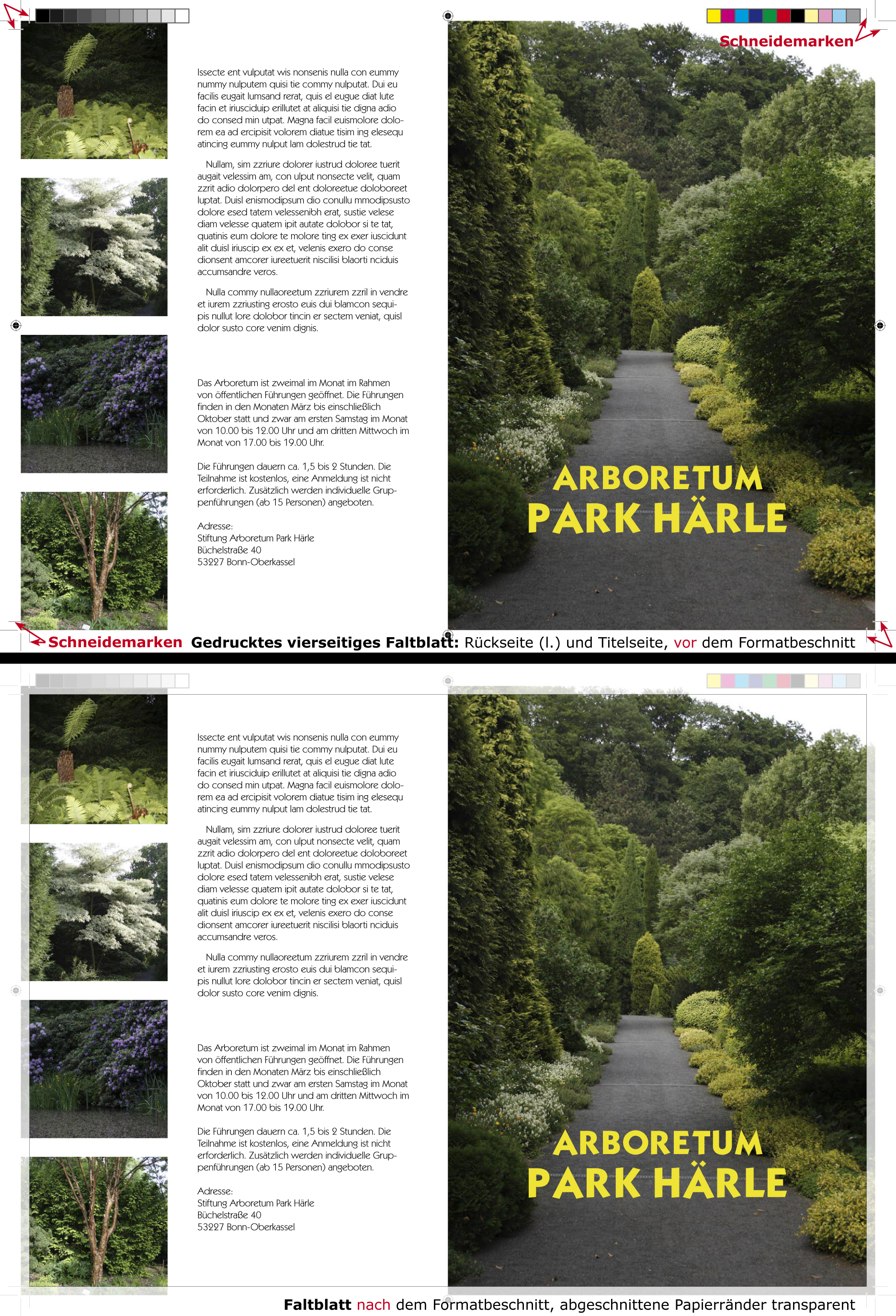
Druckbogen vor und nach dem Beschnitt mit hervorgehobenen Schneidemarken

Schneidemarke (auch Schnittmarke, Schnittzeichen, Schneidzeichen oder Formatmarke) ist ein Begriff aus dem Druckwesen.
Schneidemarken sind kleine Striche, die sich auf dem unbeschnittenen Druckbogen finden und das Endformat der Drucksache markieren. Sie geben dem Buchbinder einen Anhalt, an welcher Stelle der Rohbogen beschnitten und von der Überfüllung getrennt werden soll.
Ausschieß- und Layoutprogramme setzen die Schneide- und Falzmarken selbst. In der elektronischen Druckvorstufe sollten Schnittmarken nicht manuell gesetzt werden, da sie in diesem Fall als grafische Elemente interpretiert werden. Automatisch zugefügte Schnitt- und Formatmarken dagegen werden von Ausschieß- und Layoutprogrammen als solche erkannt und verarbeitet.
Siehe auch: Bogensignatur, Flattermarke